# Réserve naturelle régionale des collines sèches du Bischenberg, de l'Immerschenberg et du Holiesel
La réserve naturelle régionale des collines sèches du Bischenberg, de l'Immerschenberg et du Holiesel (RNR339) est une réserve naturelle régionale située en Grand Est. Classée en 2024, elle occupe une surface de 97,2 hectares et protège des collines calcaires et une chênaie entre le massif des Vosges et la plaine d'Alsace.

## Localisation
Le territoire de la réserve naturelle est dans le département du Bas-Rhin, sur les communes de Bischoffsheim, Obernai et Rosenwiller. Il concerne 3 entités séparées : au nord-est la colline sèche du Holiesel à Rosenwiller, à l'est la colline du Immerschenberg et la chênaie pubescente du Bischenberg entre Obernai et Bischoffsheim. L'altitude atteint 360 m au Bischenberg.

## Histoire du site et de la réserve
Une gestion particulière a été mise en place en 1991 et des travaux de réouverture ont été entrepris.

## Écologie (biodiversité, intérêt écopaysager…)
La colline du Bischenberg est couverte par une chênaie pubescente rare à cette latitude et vestige d'une végétation qui a suivi la dernière glaciation. Elle correspond à l’un des trois derniers ensembles collinéens boisés de la région.
Les pelouses sèches calcicoles du Holiesel et de l’Immerschenberg sont des milieux rares et sensibles dont plus de la moitié de la surface a disparu au cours du XXe siècle, principalement en raison de l'abandon du pâturage.
Ces espaces sont complétés par la présence d'affleurements rocheux qui constituent des milieux complémentaires pour de nombreuses espèces.

### Flore
La flore du site compte l'Aster amelle qui fleurit d'août à octobre, l’Anémone pulsatille, le Saxifrage à trois doigts.

### Faune
Pour l'avifaune, on note la présence du Bruant zizi, de la Pie-grièche écorcheur et de l'Alouette lulu.

## Intérêt touristique et pédagogique
L'accès à la réserve est libre dans le respect de la réglementation.

## Administration, plan de gestion, règlement
Le site est géré par le Conservatoire d'espaces naturels Alsace.

### Outils et statut juridique
La réserve naturelle a été créée par une délibération du Conseil régional du 21 juin 2024.